# Michaelerkirche (Wien)
Koordinaten: 48° 12′ 28,8″ N, 16° 22′ 1,3″ O

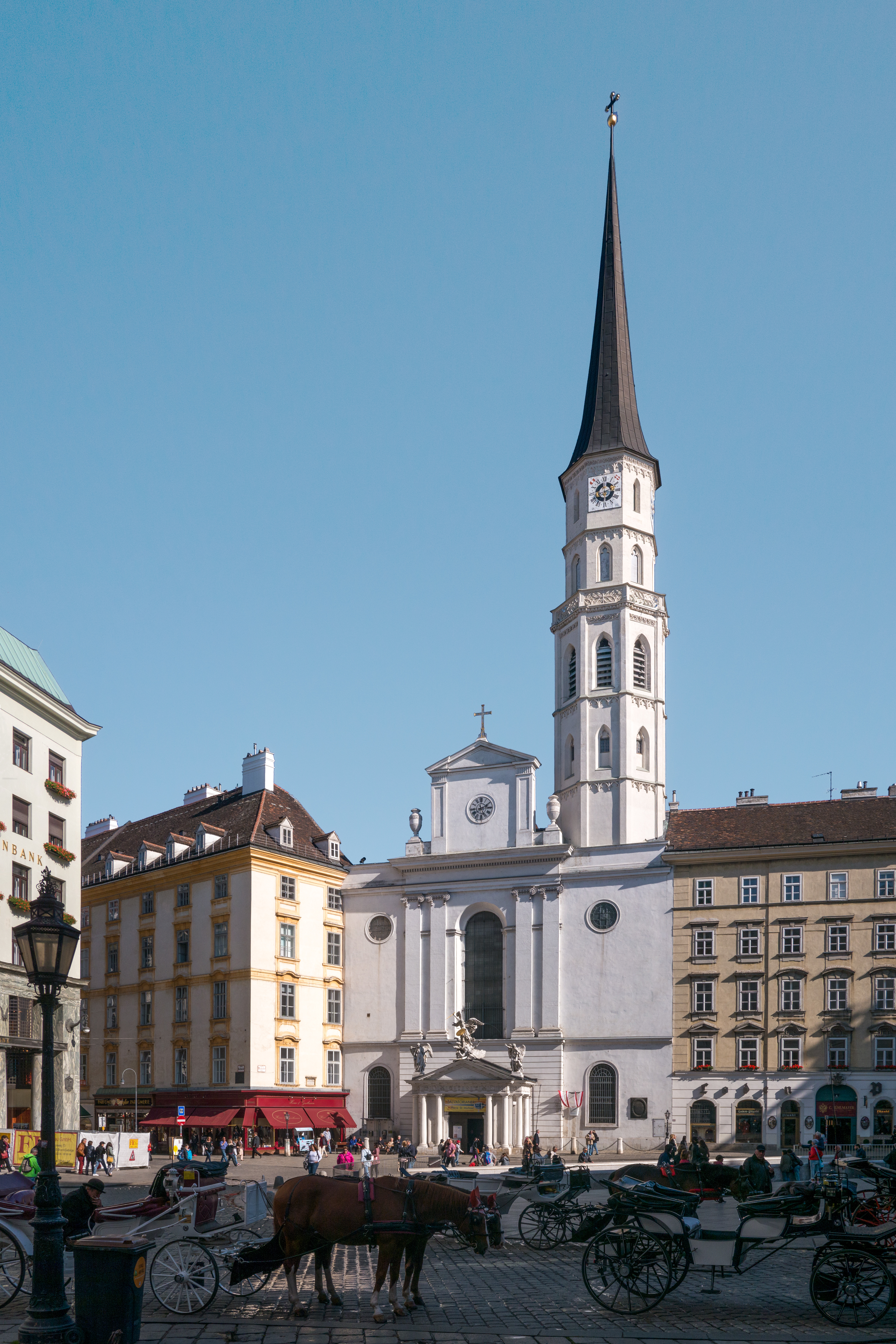
Die Michaelerkirche in Wien

Die Michaelerkirche (Pfarrkirche zu St. Michael) ist eine römisch-katholische Pfarrkirche am Michaelerplatz im 1. Wiener Gemeindebezirk, Innere Stadt. Sie wurde von 1219 bis 1221 durch den Babenberger Herzog Leopold VI. errichtet und war im 13. Jahrhundert eine von drei Pfarreien in Wien, neben St. Stephan und dem Schottenstift, und ist eine der ältesten Kirchen Wiens. Die Michaelerkirche ist einer der wenigen romanischen Bauten in Wien. Manche Elemente wurden nachträglich aber auch im Barock oder klassizistisch überbaut. Die Kirche ist dem Erzengel Michael geweiht und wird seit 1923 von den Salvatorianern betreut.
Bekannt ist die Kirche vor allem wegen der Michaelergruft, in der manche Leichen aufgrund besonderer klimatischer Eigenschaften nicht verwesten, sondern mumifiziert wurden.

## Geschichte

### Mittelalter
Dort wo heute die Michaelerkirche steht, ist keine Vorgängerkirche nachgewiesen. Es wird allerdings angenommen, dass es eine Vorgängerkirche im 11. Jahrhundert gab (nach Oettinger und Kieslinger). Das Mauerwerk der jetzigen Kirche stammt etwa aus der Zeit der Heidentürme des Stephansdoms. Bei Grabungen um die Kirche fand man aber Überreste einer römischen Villa aus dem 2. Jahrhundert nach Christus. Die um das Jahr 1220 errichtete heutige Michaelerkirche wurde in den Jahren 1275, 1319 und 1327 durch Feuersbrünste beeinträchtigt.
Die Pfarrei wurde laut einer anderen Urkunde von Leopold VI. 1221 gegründet. Bei dieser Urkunde handelt es sich aber um eine Fälschung aus dem 14. Jahrhundert, wie man mittlerweile sicher weiß. Der ursprüngliche Baustil der Michaelerkirche war spätromanisch mit frühgotischen Elementen.

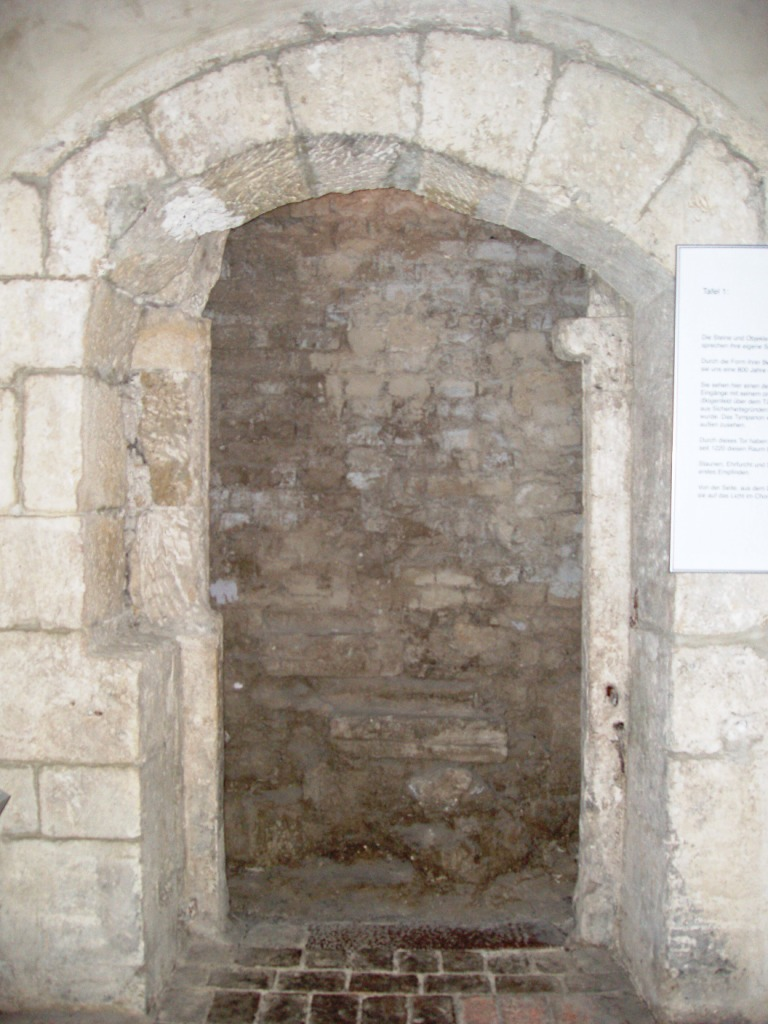
Zugemauerter romanischer Eingang

Die erste gesicherte schriftliche Erwähnung der Kirche stammt aus dem Jahr 1267 von einem Pfarrer namens „Gerhard von Siebenbürgen“. Er erwähnt die Michaelerkirche als Filialkirche im Zusammenhang mit St. Stephan. Die Michaelerkirche war ursprünglich eine sogenannte Stadtpfarrei. Das bedeutet, dass sie keiner kirchlichen Ordensgemeinschaft unterstellt war und die Kirche von den Besitzern der Liegenschaft, nämlich der Stadt, erhalten und ebenso wie der betreuende Priester bezahlt wurde. Die Michaelerkirche war – neben der Augustinerkirche – für lange Zeit die zweite Hofpfarrkirche der Habsburger Kaiser und verlor diesen Status erst 1784 (siehe auch k.u.k. Hof- und Burgpfarre).

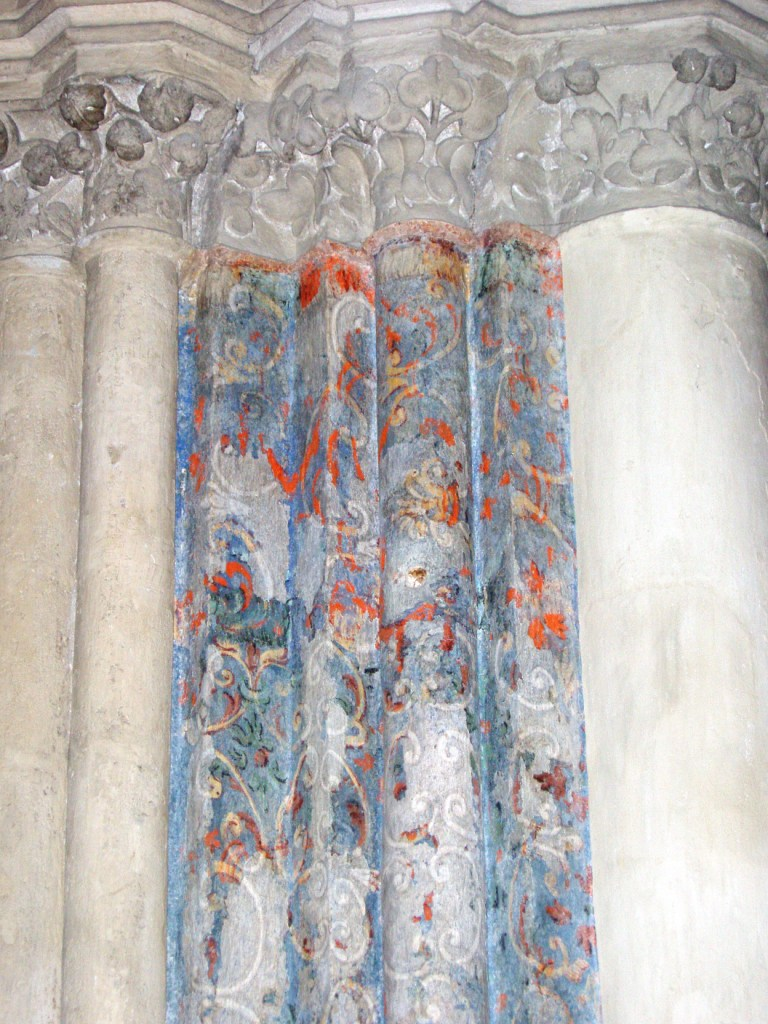
Säulenschmuck

Der Bau war von Beginn an als dreischiffige Kirche im spätromanischen Baustil geplant. Der Bau der Michaelerkirche erfolgte etwa mit der Erweiterung der Stadtmauern, also nach 1200, etwa im zweiten Viertel des 13. Jahrhunderts. Im Mittelschiff der Kirche findet man umfangreiche Stilelemente, die den Baubeginn für diese Zeit bestätigen. Es weist an den Säulen teilweise spätromanische, mit verschlungenen Gewächsen besetzte Kapitelle auf (Weinblattkapitell), die man etwa auf das Jahr 1220 datieren kann. Dem folgen Säulen mit Kelchkapitellen und Säulen noch späteren Datums mit Blätterkapitellen. Eine Besonderheit war der erste romanische Chor, das Chorquadrat war damals aus Ziegel gebaut und äußerlich nicht verputzt, sondern geschlämmt. Die weiß nachgezogenen Fugen täuschten ein größeres Ziegelformat vor, als tatsächlich verwendet. Im 15. Jahrhundert wurde der romanische durch den jetzigen Chor ersetzt. In der zweiten Hälfte des 13. Jahrhunderts wurde das Langhaus gebaut, das sich bis heute in seiner damaligen Form erhalten hat. Genau datieren kann man das Mittelschiffgewölbe, das nach dem großen Stadtbrand 1276 gebaut wurde. 1350 wurde die heute noch erhaltene Kreuzkapelle im linken Chor gebaut. 1416 wurde der Hauptchor durch Herzog Albrecht V. verlängert. Im Wesentlichen wurden die Chöre aber nach einem Stadtbrand im Jahr 1327 erbaut, später wurden Veränderungen vorgenommen.

### Umbauten im 15. und 16. Jahrhundert
Ende des 15. Jahrhunderts wurden die kleinen romanischen Fensternischen durch große gotische Fenster ersetzt.
Aus dem Jahr 1525 existiert heute noch eine wiederinstandgesetzte Glocke, welche die Kriege überlebt hat. Sie wurde vom Wiener Glockengießer Laszlo Raczko gegossen. Sie wurde – wie auch der Turm – bei einem der zahlreichen Erdbeben beschädigt und nach dem Erdbeben von Neulengbach 1590 aus der zerstörten Turmkrone geborgen. Die Stiegenstaffel der drei übereinander gelagerten Wendeltreppen im neuen Turm stammten aus dem kaiserlichen Steinbruch am Leithaberg.
Wie fast alle Kirchen aus dieser Zeit besaß auch die Michaelerkirche einen Friedhof. Dieser wurde 1508 unter Kaiser Maximilian I. geschlossen. Allerdings wurden bis in das 18. Jahrhundert hinein immer wieder neue Grabplatten und Gedenksteine innerhalb der Kirche angebracht.
Die erste Gruft ließ nachweislich 1560 die Familie Herberstein anlegen. Während die Grüfte immer ausschließlich den Reichen vorbehalten waren, wurden die weniger Wohlhabenden und Armen auf einem Friedhof im heutigen 7. Wiener Gemeindebezirk begraben.

### Zeit der Barnabiten (1626–1923)

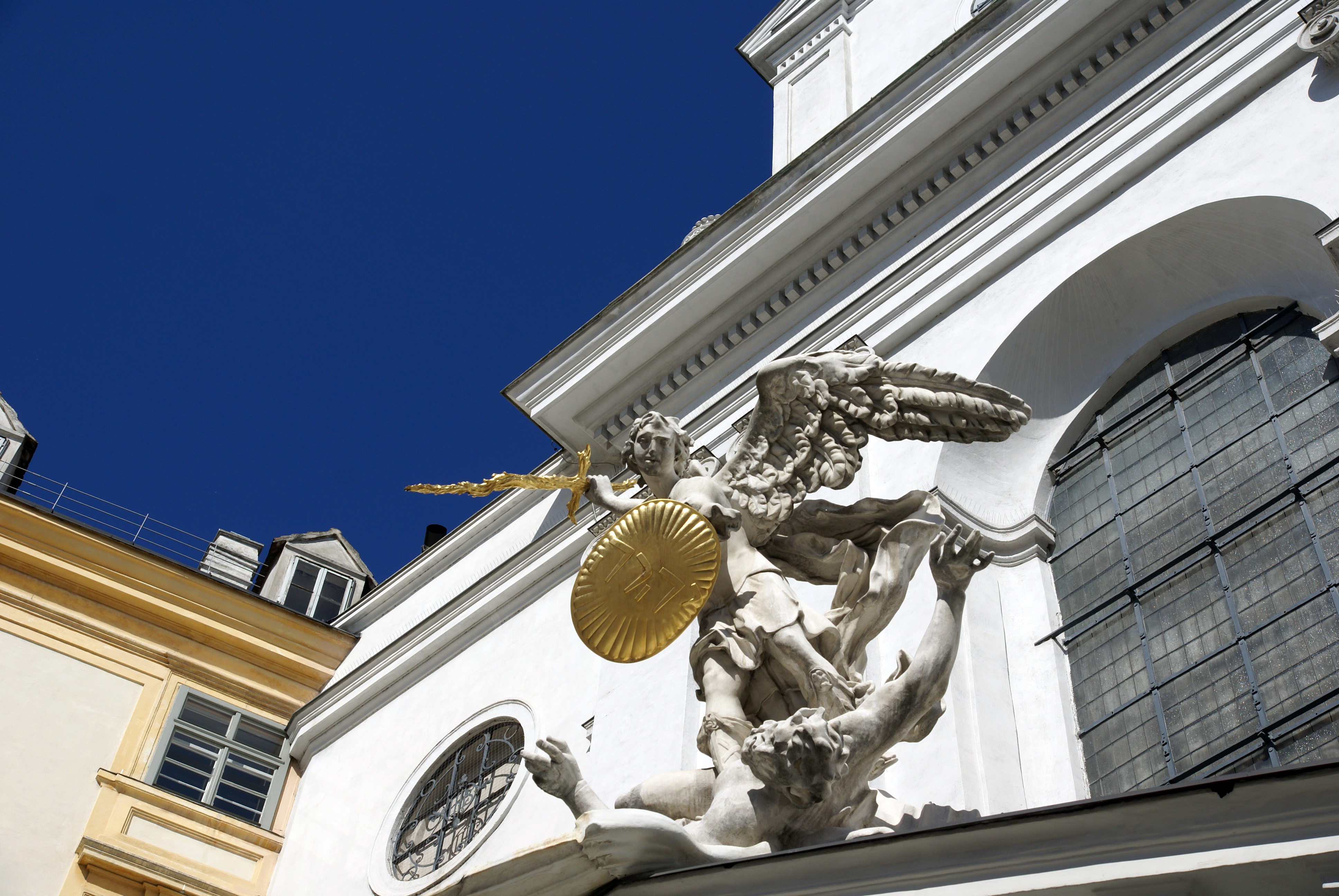
Portalvorbau mit Engelsturz

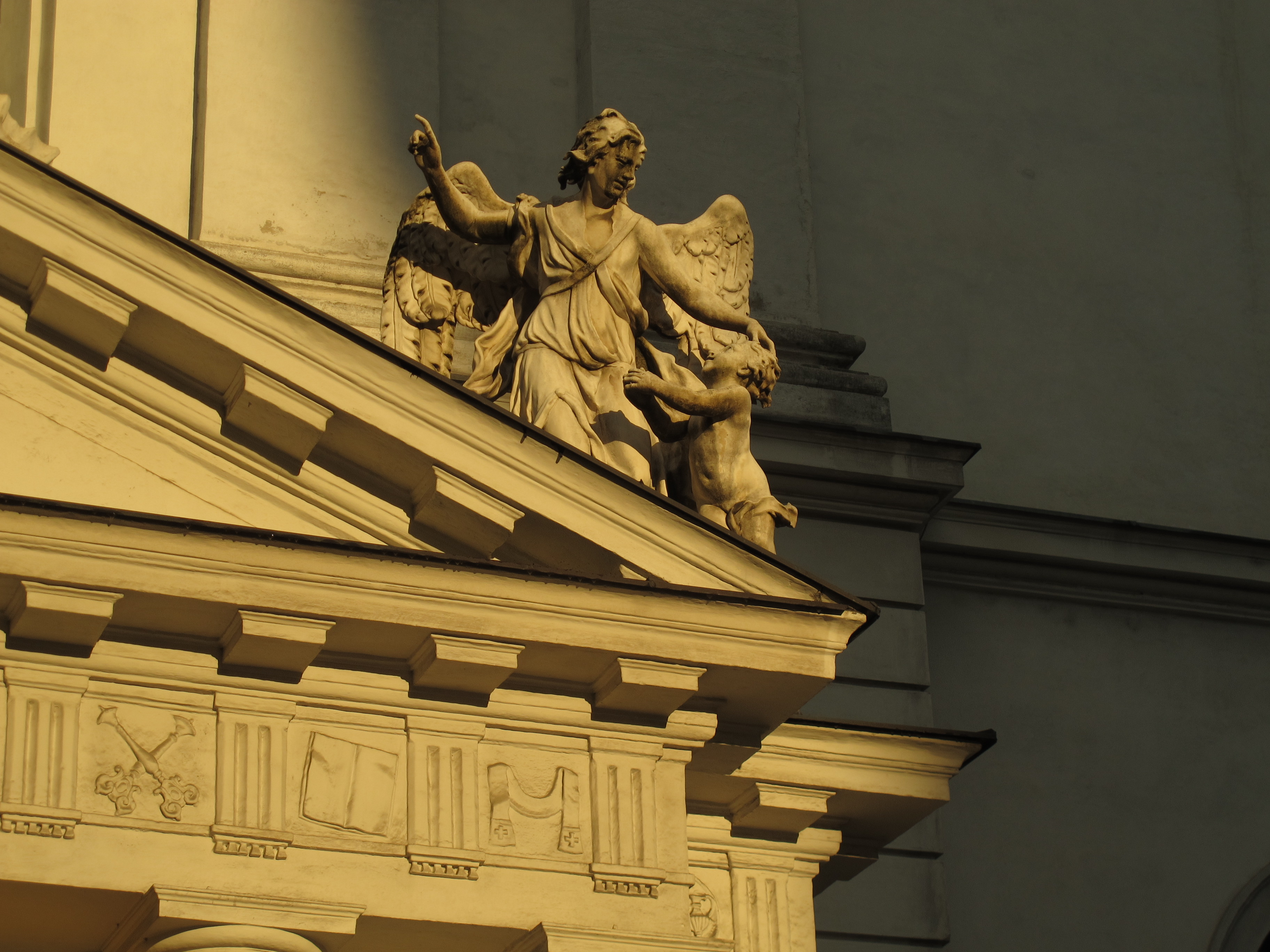
Haupteingang der Michaelerkirche

Im Jahr 1626, mitten im Dreißigjährigen Krieg, wurde die Kirche dem italienischen Orden der Barnabiten zur Betreuung übergeben. Unter den Barnabiten fanden größere Umbauarbeiten statt. In einer Streitsache 1644 zwischen den Kaisersteinbrucher Steinmetzmeistern Ambrosius Petruzzy und Antonius Purisol bestätigte die Wiener Bauhütte dem Meister Ambrosius Petruzzy seine Steinmetzhütte bei St. Michael. Es waren Arbeiten in der Vesperbildkapelle.
Weite Teile der Kirche wurden erst barockisiert und später dem Klassizismus angepasst (wie zum Beispiel der Hochaltar). Der Portalvorbau wurde 1724 gestaltet und gebaut. Er ist von Lorenzo Mattielli und stellt einen Engelsturz dar. Die heutige Westfassade im klassizistischen Stil wurde 1792 nach Entwürfen von Ernest Koch und der barocke Hochaltar 1782 nach Entwürfen von Jean Baptiste d’Avrange gebaut, Steinmetzarbeiten führte Stefan Gabriel Steinböck aus. Das monumentale Alabasterrelief Engelsturz an der Rückwand wurde von Karl Georg Merville geschaffen.
Seit 1660 verfügten die Barnabiten über einen eigenen Friedhof im heutigen 6. Wiener Gemeindebezirk, auf dem die Armen und weniger Wohlhabenden ihre letzte Ruhestätte fanden. Die Barnabiten brachten nicht nur den Barock mit, sie pflegten auch die Katakomben. Die Knochenschichtungen stammen alle aus der Zeit der Barnabiten. Als der Orden 1920 Wien verließ, wurde die Verwaltung der Kirche an den Orden der Salvatorianer abgegeben.

### Zeit der Salvatorianer (seit 1923)
Nachdem die Barnabiten die Pfarre verlassen hatten, wurde sie am 1. Jänner 1926 aufgelassen und der Sprengel auf die Nachbarpfarren aufgeteilt. Die Pfarre wurde erst 1939 wieder errichtet und 1979 übernahm sie Teile der aufgelassenen Pfarre St. Peter.
Die Salvatorianer sind um den Erhalt und die Renovierung der geschichtsträchtigen Kirche bemüht. Nach Jahrhunderten der Veränderung und des Umbaus wird die Kirche nun hauptsächlich durch Spendengelder, die Stadt Wien und den Bundesdenkmalschutz erhalten und renoviert. Momentan gilt die gesamte Aufmerksamkeit den Katakomben, in denen die jahrhundertealten Särge durch Schädlingsbefall (Rüsselkäfer (Curculionidae)) und feuchtes Klima innerhalb weniger Jahre zu zerfallen drohen. Die hohe Luftfeuchtigkeit setzt zudem vor allem den Mumien zu. Aus diesem Grund wurde eine Klimaanlage in der Gruft installiert, welche die Luftfeuchtigkeit und Temperatur langsam senkt. Ziel ist es, die Gruft bei 60–65 % relativer Luftfeuchtigkeit auf 10 °C herunterzukühlen, da der Rüsselkäfer dann in Winterstarre fällt und keine weiteren Schäden anrichten kann.

## Architektur und Ausstattung

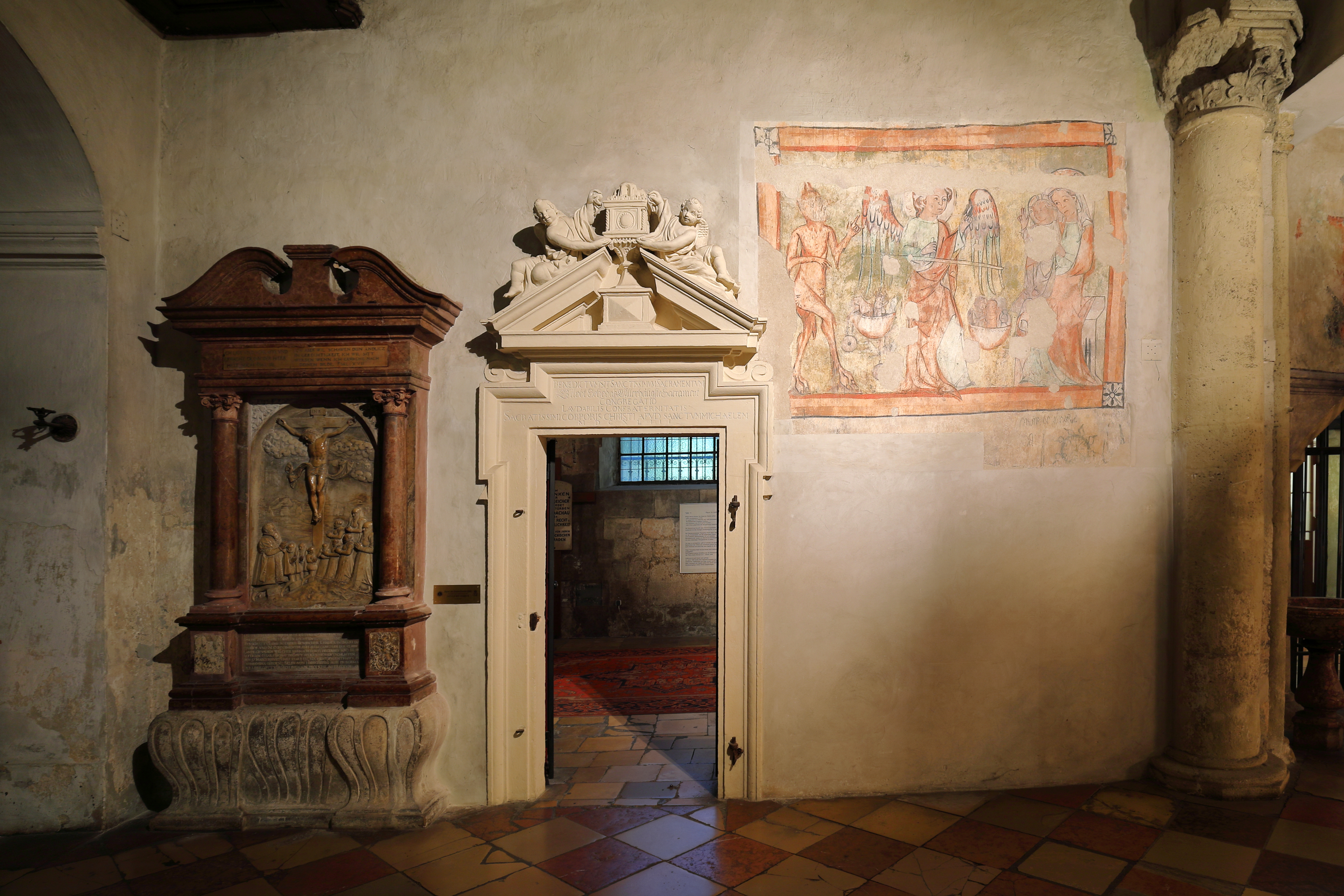
Eingangsbereich der Turmkapelle mit Fresko um 1350

Aus der Mitte des 14. Jahrhunderts stammt der (teilweise überbaute) Triumphbogen (Sanktuarium) zwischen Querschiff und Chorraum, auf dem das Harmagedon mit Jesus und seinen Jüngern dargestellt wird.
In der Turmkapelle mit einem Kreuzgewölbe aus dem 13. Jahrhundert befinden sich Wandmalereien um 1300 und um 1325. Der Eingang zur Turmkapelle ist mit einem Giebelschmuck ausgestattet, der mit 1643 datiert ist. Rechts vom Portal befindet sich eine Wandmalerei, die den hl. Michael als Seelenwäger zwischen Maria mit dem Kind als Fürsprecherin und Satan als Ankläger darstellt und um 1350 entstand.
Die Kreuzkapelle (früher: Nikolauskapelle), eine Seitenkapelle im rechten Seitenchor, ist im südlichen Nebenchor seit etwa 1350 unverändert erhalten. In ihr hängt ein Kruzifix aus der Zeit um 1510, der der Wiener Werkstatt von Hans Schlais zugeschrieben wird. Eine weitere Kapelle entstand um 1630 als Grablege für die Grafen Cavriani, alle übrigen sind im Ursprung gotisch und wurden später barockisiert.
In der Kirche gibt es über 100 Grabmäler beziehungsweise Epitaphe, da sie neben dem Stephansdom die wichtigste Begräbniskirche Wiens war. Rechts vor der Alexander-Sauli-Kapelle befindet sich der bisher älteste aufgefundene Grabstein mit geritztem Vollwappen (Gotfrid, † 1341).

### Altarraum und Hochaltar

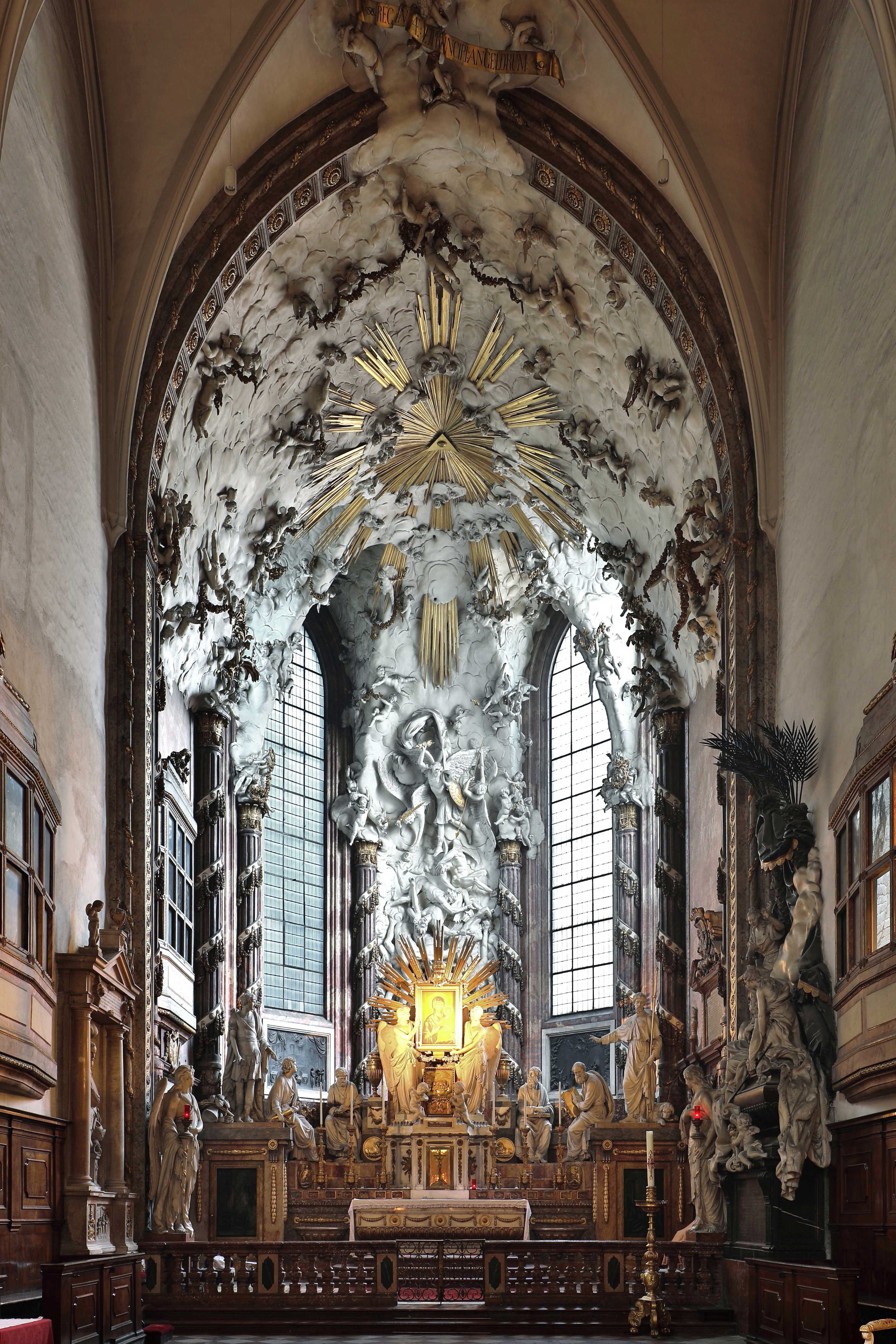
Altarraum

Die Barockisierung des gotischen Chores 1781/1782 erfolgte nach einem Entwurf von Jean Baptiste d’Avrange. Die vier Evangelistenstatuen des Hochaltars stammen von Johann Martin Fischer und die Statuen des heiligen Rochus (rechts) und des heiligen Sebastian (links) sowie die zwei Putti und die vier Engel von Philipp Jakob Prokop. Über dem Tabernakel befindet sich das Gnadenbild Maria Candia, ein italo-byzantinischen Kunstwerk aus dem 16. Jahrhundert, das aus der Nikolauskirche zu Candia (heute Iraklio) hierher übertragen wurde. Das Engelsturz-Stuckrelief vom Chorgewölbe bis hinunter zum Altar an der Chorscheitelwand (Chorschluss) schuf der Bildhauer Karl Georg Merville, ebenso den Wolkenhimmel. Die Bronzeornamente am Tabernakel, an der Mensa und an den Säulen stammen von Benedikt Henrici, der auch das vergoldete Relief mit dem Lamm Gottes am Hochaltar schuf. An Marmorsorten wurde eher welche mit blassen Farben verwendet, außer beim Tabernakel und bei der Altarverkleidung, wo der weiße Carrara-Marmor herangezogen wurde. Für diese Steinmetzarbeiten wurde Stefan Gabriel Steinböck beauftragt.

### Mozart-Requiem
Bei den Exequien für Wolfgang Amadeus Mozart am 10. Dezember 1791 wurden in der Michaelerkirche zum ersten Mal Teile seines Requiems aufgeführt, vermutlich der erste oder die ersten beiden Sätze, denn nur diese hatte Mozart noch fertigstellen können.
Dieser Gedenkgottesdienst wurde von Emanuel Schikaneder gestiftet und kostete 26 Gulden und 35 Kreuzer. Zum Vergleich: Ein schöner Holzsarg kostete etwa zwischen 3 Gulden (Weichholz) und 17 Gulden (Nussholz).

## Orgel

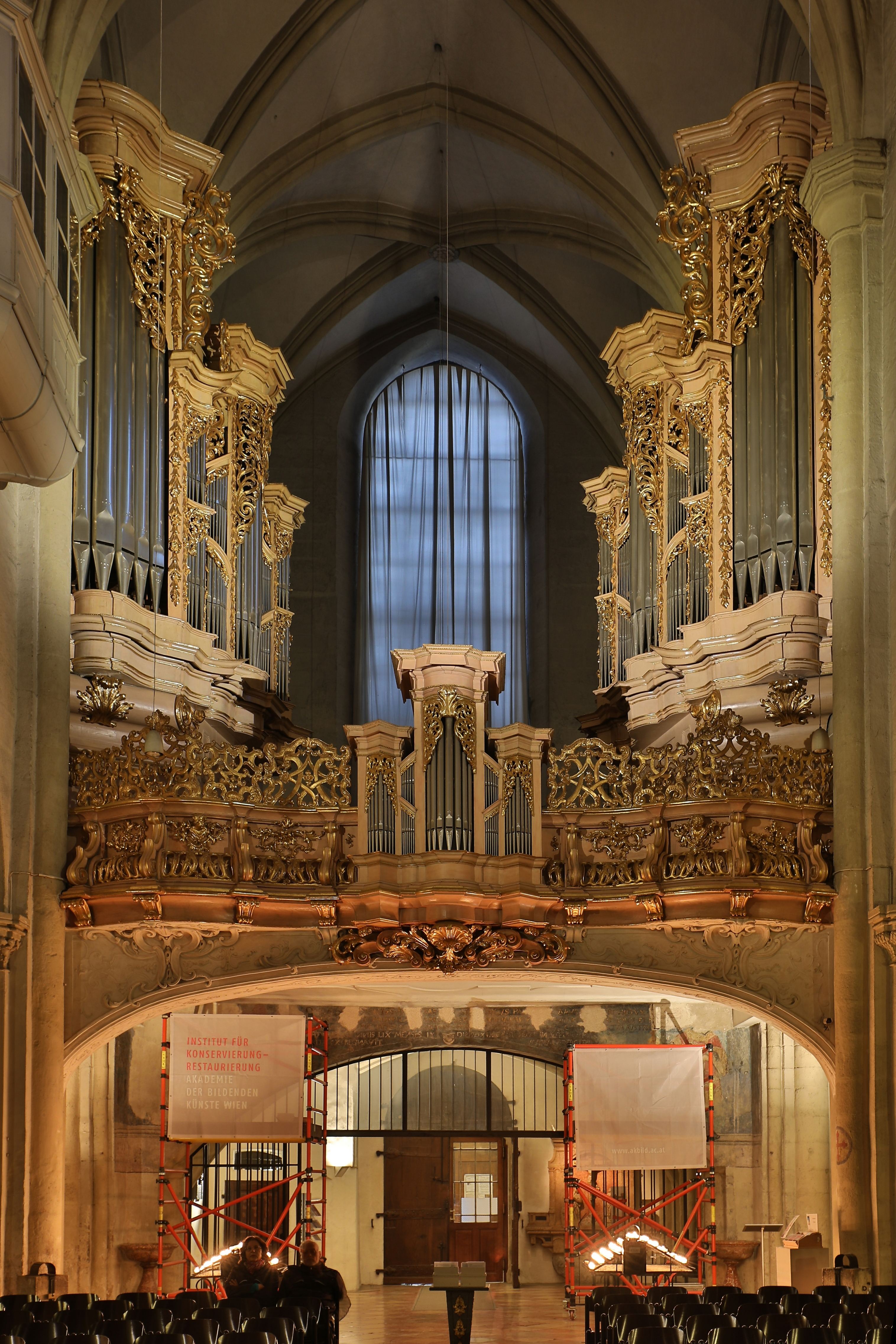
Die Orgel

Die Orgel der Michaelerkirche wurde durch Johann David Sieber erbaut. Sie erklang erstmals am 24. Jänner 1714 in Gegenwart Kaiser Karls des Vl. Um den Lichteinfall durch das Westfenster nicht zu behindern, befinden sich Hauptwerk und Pedal, jeweils getrennt nach C- und Cis-Lade, in zwei Gehäusen an der Nord- bzw. Südwand der Empore, die nach einem Entwurf von Antonio Beduzzi 1713 verlängert und zur Musikempore umgebaut worden war. Der hintere Teil der Empore ruht auf einem spätgotischen Gewölbe, der vordere auf einer Holzbalkendecke. Die Verlängerung der Empore war für das Instrument geplant worden, in ihrem doppelten Boden verlaufen die technischen Verbindungen zwischen Spieltisch, Brüstungspositiv, den beiden seitlichen Orgelkästen und der Balganlage. Der Organist blickt beim Spiel in Richtung Westfenster, in seinem Rücken befindet sich, in die Brüstung eingebaut, das Rückpositiv, vor ihm, in den Spieltisch integriert, das Continuo-Werk.
Das Instrument wurde 1742 durch Gottfried Sonnholz und dann im Laufe des 19. und 20. Jahrhunderts mehrfach umgebaut. Unter anderem wurde das Rückpositiv aus der Brüstung entfernt, und einige historische Register sowie die Balgenanlage gingen verloren. Im Ersten Weltkrieg mussten alle Prospektpfeifen zu Rüstungszwecken abgegeben werden. Am 24. April 1972 wurde der Auftrag zur Restaurierung der Orgel an Orgelbaumeister Arnulf Klebel vergeben. Als diese misslang und dabei viele historische Orgelteile verlorengingen, wurde ihm der Auftrag 1977 entzogen. Die von Klebel an einem unbekannten Ort in Wien verbrachten Orgelteile konnten 1980 sichergestellt und der Michaelskirche zurückgegeben werden, ein in der „Orgelbaugeschichte Österreichs wohl einzigartige Situation“. Die Prozesse in diesem Zusammenhang erstreckten sich über ca. fünf Jahre. 1986 wurde die Orgel durch den Orgelbauer Jürgen Ahrend in den ursprünglichen Zustand von 1714 zurückversetzt. Das Instrument hat in seiner Disposition 40 Register auf drei Manualen und Pedal mit mechanischen Schleifladen. 32 der historischen Register sind erhalten.

### Disposition
| I Rückpositiv C-(Kurze Oktave)–c3 |           |       |
| 1.                                | Copula    | 8′    |
| 2.                                | Principal | 4′    |
| 3.                                | Flöten    | 4′    |
| 4.                                | Nassat    | 3′    |
| 5.                                | Octav     | 2′    |
| 6.                                | Quint     | 1 ⁄2′ |
| 7.                                | Sedecima  | 1′    |
| 8.                                | Mixtur V  |       |
| 9.                                | Fagott    | 8′    |

| II Hauptwerk CDEFGA–c3 |                 |       |
| 10.                    | Bordun          | 16′   |
| 11.                    | Principal       | 8′    |
| 12.                    | Bifflöten       | 8′    |
| 13.                    | Piffares        | 8′    |
| 14.                    | Quinta Dena     | 8′    |
| 15.                    | Gamba           | 8′    |
| 16.                    | Salecinal       | 8′    |
| 17.                    | Octava          | 4′    |
| 18.                    | Fugara          | 4′    |
| 19.                    | Nachthorn       | 4′    |
| 20.                    | Quinta          | 3′    |
| 21.                    | Octav           | 2′    |
| 22.                    | Földtflöte      | 2′    |
| 23.                    | Quint           | 1 ⁄2′ |
| 24.                    | Sedecima        | 1′    |
| 25.                    | Sesquialtera II |       |
| 26.                    | Mixtura VI      |       |
| 27.                    | Zimbl IV        |       |

| III Continuo CDEFGA–c3 |            |    |
| 28.                    | Copula     | 8′ |
| 29.                    | Flötten    | 4′ |
| 30.                    | Octav      | 2′ |
| 31.                    | Mixtur III |    |

| Pedal CDEFGA–a0 |            |     |
| 32.             | Principal  | 16′ |
| 33.             | Subbass    | 16′ |
| 34.             | Bordun     | 16′ |
| 35.             | Octava     | 8′  |
| 36.             | Tubal      | 8′  |
| 37.             | Octav      | 4′  |
| 38.             | Cornett VI |     |
| 39.             | Bombardt   | 16′ |
| 40.             | Trompetten | 8′  |

- Koppeln I/II, III/II als Schieber

## Michaelergruft

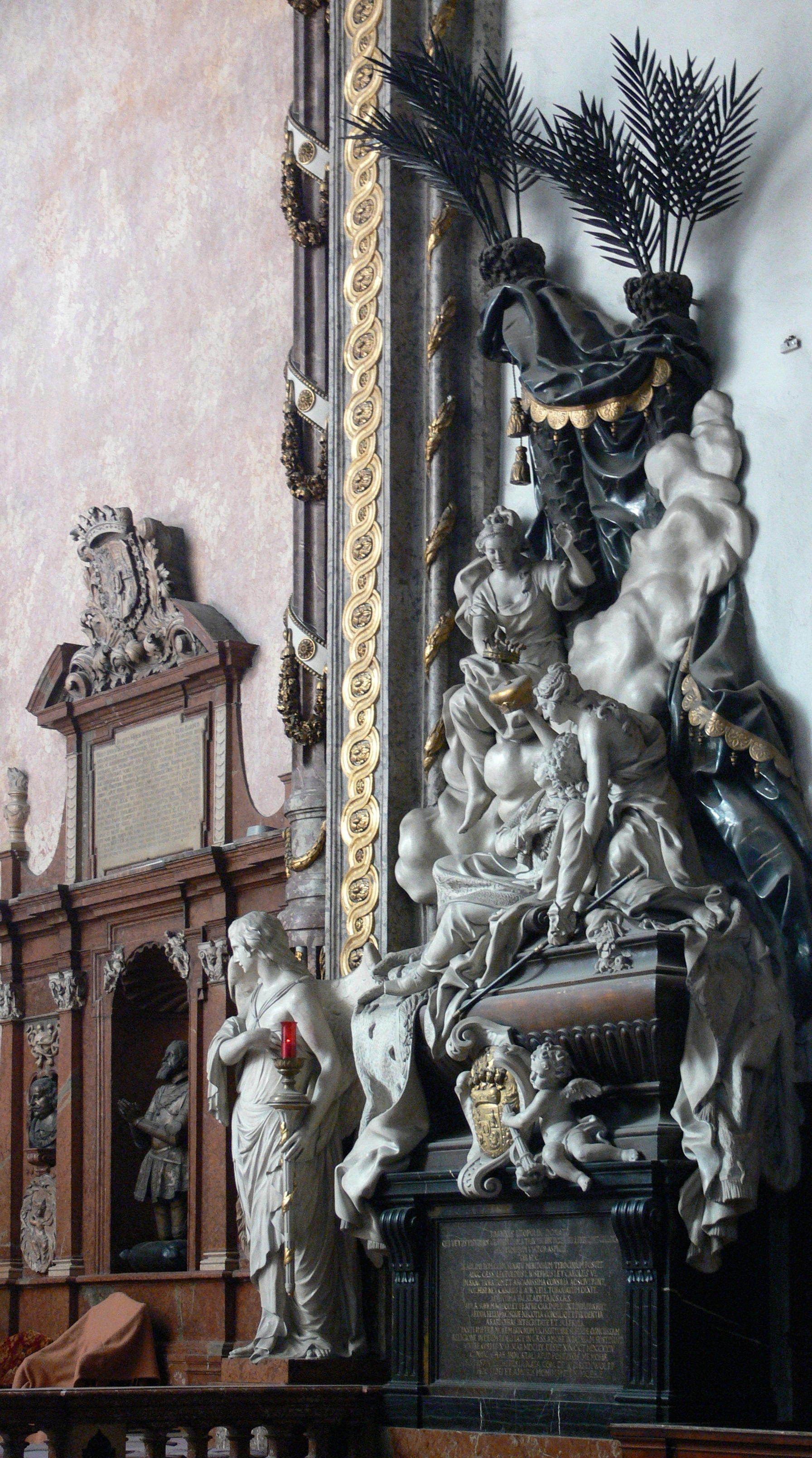
Epitaphien für Graf Paul Sixt III. von Trautson (links) und Fürst Johann Leopold Donat von Trautson (rechts) im Chor der Michaelerkirche. Beide wurden in Metallsarkophagen in der Michaelergruft bestattet.

Die Michaelergruft befindet sich direkt unter der Kirche und geht teilweise darüber hinaus. Nachgewiesen sind Bestattungen innerhalb der Kirche ab dem Jahr 1350. In den Gewölben unter der Michaelerkirche sind etwa 4000 Menschen bestattet worden. Um die Gebeine in der Gruft zu schichten und zu verwahren, waren vier Kirchendiener angestellt.
In der Michaelergruft wurden zunächst ausschließlich reiche Bürger und Adelige beigesetzt. Für die weniger wohlhabenden Toten aus der Pfarre St. Michael gab es erst den Friedhof um die Kirche (erste urkundliche Erwähnung 1310) und später Friedhöfe außerhalb der Stadtmauern. Die Gruft in der heutigen Form entstand von 1560 bis 1731 und wurde bis 1784 als Begräbnisstätte der Pfarre St. Michael für alle Bevölkerungsschichten („Pfarrgruft“) genutzt. Sie wurde aufgrund der Josefinischen Reformen endgültig geschlossen und durch Friedhöfe außerhalb der Stadtmauern ersetzt (siehe auch Sankt Marxer Friedhof). Zudem bestand die Möglichkeit für reiche Bürger und Adelige, sich in der Michaelerkirche eigene Grüfte zu kaufen, in denen sie mit ihren Verwandten exklusiv bestattet wurden. Diese Familiengräber waren sehr teuer und finanzierten den Unterhalt der Pfarrgruft.
In der Michaelerkirche waren die Grüfte der Adeligen über Marmorplatten im Boden der Kirche zugänglich. Die Marmorplatten zeigen die Wappen der Geschlechter, deren Einlass in die Gruft sie bildeten. So wurden auch beim Begräbnis die Särge von oben hinunter in die Gruft gelassen, statt sie durch einen Seitengang hinunterzutragen, wie es andernorts üblich ist. In vielen Familien, etwa den Trautson, war es üblich, dass nur jene Familienmitglieder, die eine Standeserhöhung für das Geschlecht erhalten hatten, prunkvolle Grabmäler in der Michaelerkirche erhielten.
Pietro Metastasio, der Libretti verfasste (sein Libretto Il sogno di Scipione wurde von Mozart verwendet) und als Poet am Hof von Karl VI. und Maria Theresias tätig war, ist der bekannteste Tote in der Michaelergruft. Die Michaelergruft ist berühmt für ihre Mumien, die wahrscheinlich durch das Klima in der Gruft entstanden sind. Aufgrund von Schädlingsbefall (Rüsselkäfer) wird die Michaelergruft seit 2006 fortlaufend renoviert.

### Bruderschafts- und Adelsgrüfte
- Freiherren und Mayerberg[12]

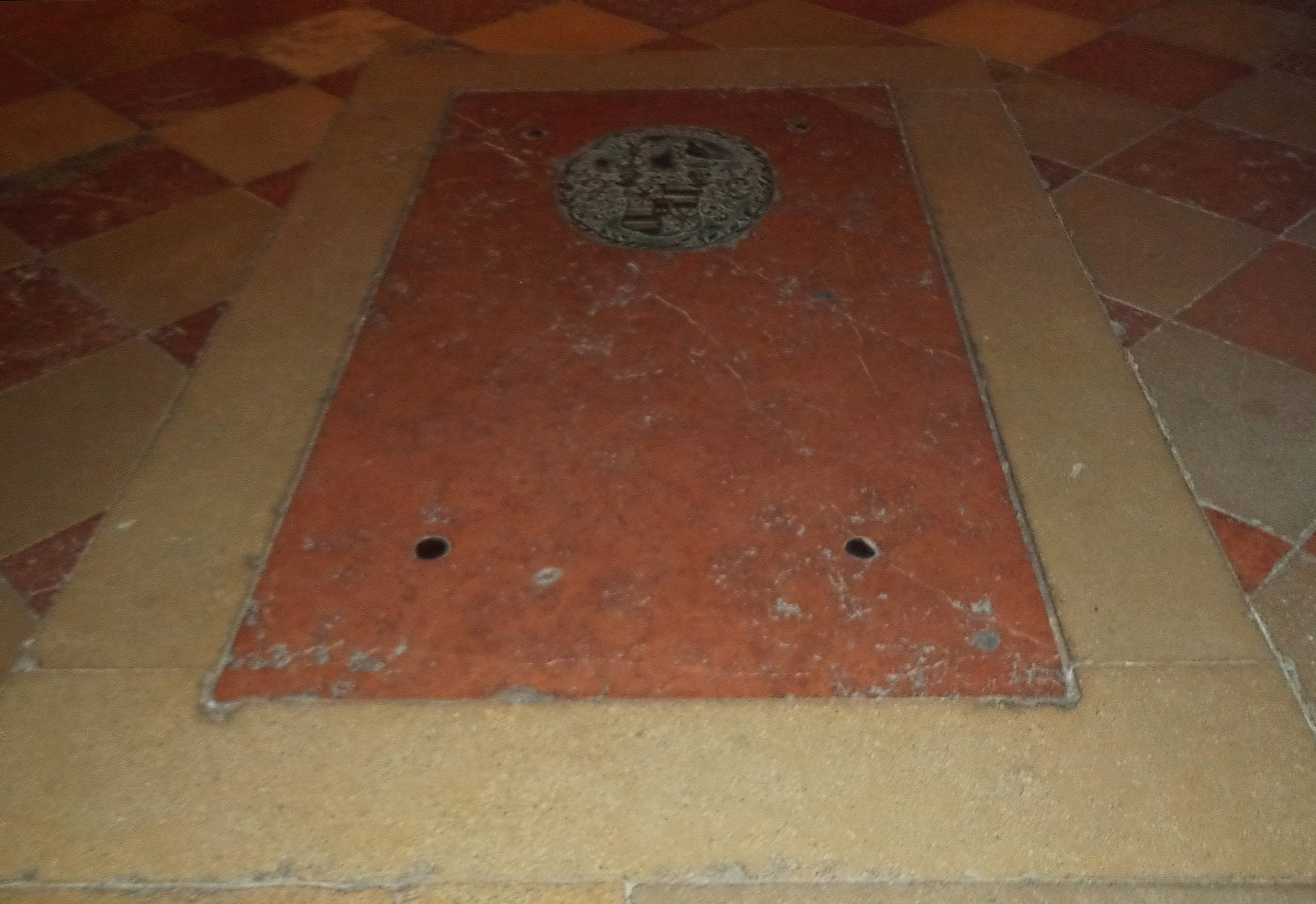
Deckplatte der Werdenberg-Gruft

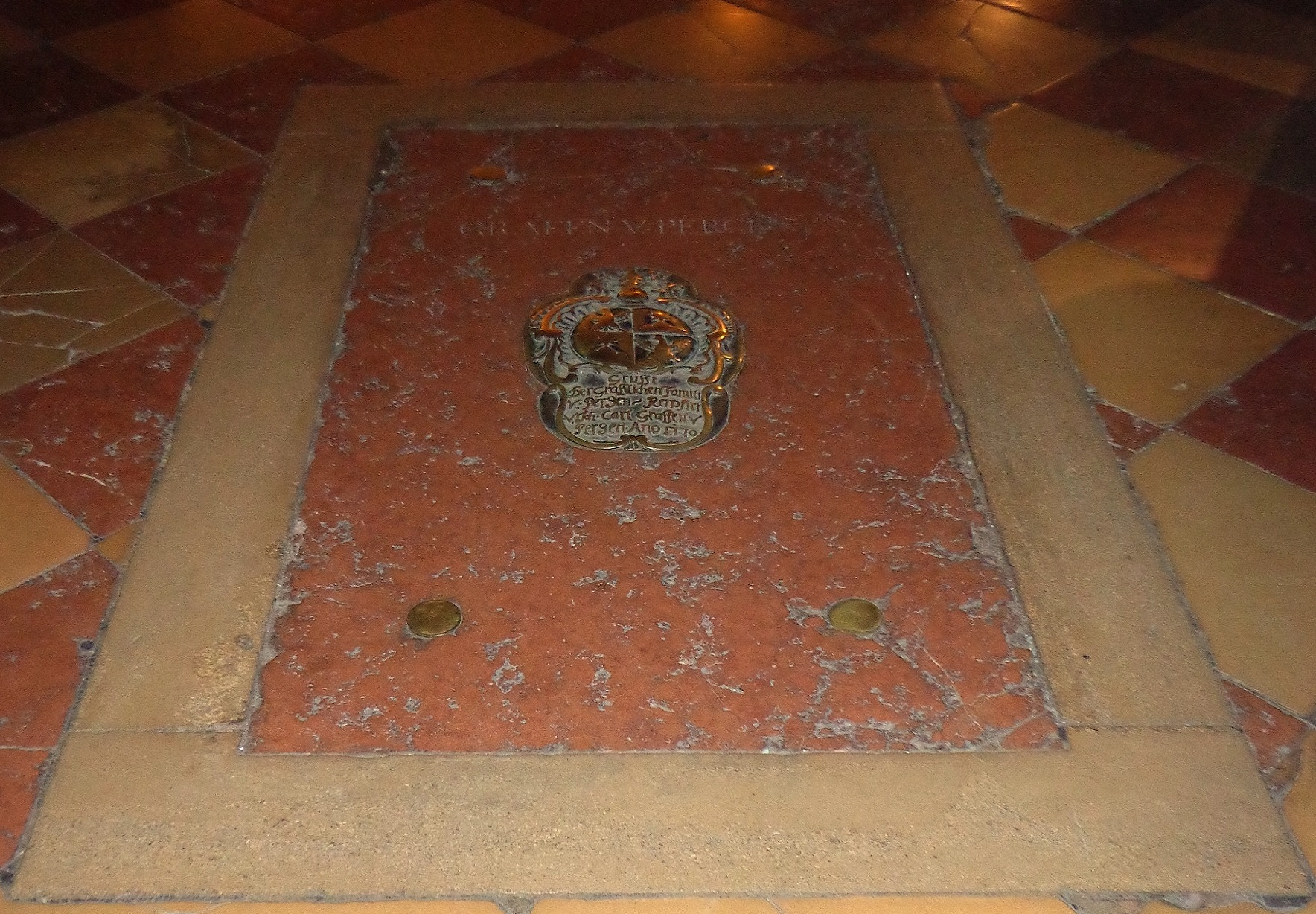
Deckplatte der Pergen-Suttinger-Gruft

- Freiherren und Grafen von Sprinzenstein
- Freiherren und Grafen Meggau
- Berchtoldt zu Sachsengang
- Freiherren und Grafen Buccellini
- Freiherren und Grafen von Mollard
- Freiherren von Kaiserstein
- Grafen Cavriani
- Grafen und Fürsten Trautson
- Grafen von Saint-Julien
- Grafen von Werdenberg[13]
- Freiherren und Grafen von Pergen-Suttinger
- Spanische Bruderschaft
- Taufkapellengruft

## Trivia
Am 22. Februar 1912 fand in der Kirche durch den Wiener Erzbischof Franz Xaver Nagl die Einsegnung der Leiche von Alois Lexa von Aehrenthal statt.
In den Jahren 1955, 1956 und 1957 wurde die Michaelerkirche mehrfach die Szenerie für die Filme der Sissi-Trilogie. Da der Stephansdom 1945 einem verheerenden Brand zum Opfer gefallen war, der Wiederaufbau bis 1952 andauerte und die Erzdiözese Wien für den Dom daher keine Drehgenehmigung erteilt hätte, wich man in diese Kirche aus. Außerdem lag die Verbindung zum Michaelertrakt der Hofburg nahe, und es war kostengünstiger, hier zu drehen.
In der Turmkapelle befindet sich ein von Hans Schwathe geschaffenes Gedenkrelief für Engelbert Dollfuß.